# Toledo (Iowa)
Pour les articles homonymes, voir Toledo.
La ville de Toledo est le siège du comté de Tama, dans l’État de l’Iowa, aux États-Unis. Elle comptait 2 341 habitants lors du recensement de 2010,.

## Source
- (en) Cet article est partiellement ou en totalité issu de l’article de Wikipédia en anglais intitulé « Toledo, Iowa » (voir la liste des auteurs).

1. ↑  (en) « Toledo, Iowa detailed profile » [« Données sur Toledo, Iowa »], sur le site city-data.com (consulté le 25 septembre 2017).
2. ↑  (en) « Toledo (Iowa) », Geographic Names Information System.